# Liste der Kulturdenkmale in Chemnitz-Borna-Heinersdorf
In der Liste der Kulturdenkmale in Chemnitz-Borna-Heinersdorf sind die Kulturdenkmale des Chemnitzer Stadtteils Borna-Heinersdorf verzeichnet, die bis Februar 2022 vom Landesamt für Denkmalpflege Sachsen erfasst wurden (ohne archäologische Kulturdenkmale). Die Anmerkungen sind zu beachten.
Diese Aufzählung ist eine Teilmenge der Liste der Kulturdenkmale in Chemnitz.

## Liste der Kulturdenkmale in Chemnitz-Borna-Heinersdorf
| Bild                                    | Bezeichnung | Lage | Datierung | Beschreibung | ID       |
| --------------------------------------- | --- | --- | --- | --- | -------- |
| Weitere Bilder                          | Eisenbahnviadukt über den Bahrebach (Bahrebachmühlenviadukt) | Am Bahrebach (Karte) | 1868–1871 | Hohe, repräsentativ und qualitätvoll gestaltete Bogenbrücke mit 15 Öffnungen in Naturstein der Bahnstrecke Neukieritzsch–Chemnitz (6385; sä. KC), herausragend von technikgeschlicher und verkehrsgeschichtlicher Bedeutung, im Zuge des Autobahnbaus 2002 umgebaut | 09204428 |
| Weitere Bilder                          | Wohnstallhaus eines Bauernhofes | Auerswalder Straße 6 (Karte) | Bezeichnet mit 1807                                                                                                | Vollkommen intaktes Wohnstallhaus mit Fachwerkobergeschoss und hohem Satteldach, sowie Segmentbogenportalen, baugeschichtlich von Bedeutung | 09203911 |
| Weitere Bilder                          | Wohnstallhaus eines Bauernhofes | Auerswalder Straße 10 (Karte) | Letztes Drittel 19. Jahrhundert                                                                                    | Stattliches Wohnstallhaus, interessante Anwendung zeittypischer, städtischer Gestaltung auf ältere bäuerliche Architekturformen, baugeschichtlich von Bedeutung | 09204275 |
| Weitere Bilder                          | Wohnstallhaus und Seitengebäude eines ehemaligen Vierseithofes | Auerswalder Straße 12 (Karte) | Bezeichnet mit 1869 (Wohnstallhaus); 2. Hälfte 19. Jahrhundert (Seitengebäude)                                     | Wohnstallhaus und Seitengebäude eines Hofes mit Fachwerkobergeschossen, Seitengebäude mit verbretterter Oberlaube, hohe Satteldächer, wenige Veränderungen, beeindruckende Geschlossenheit der Gestaltung, baugeschichtlich von Bedeutung | 09204250 |
| Weitere Bilder                          | Vierseithof mit Wohnstallhaus, zwei Seitengebäuden und Scheune sowie zwei Toreinfahrten und Hofmauer mit Pforte zwischen den Gebäuden                             | Auerswalder Straße 24 (Karte) | 1726 laut Auskunft (Wohnstallhaus); Türsturz bezeichnet mit 1824 (Wohnstallhaus)                                   | Aufgrund ihrer Geschlossenheit beeindruckende bäuerliche Gesamtanlage, mächtige ortsbildprägende Schopfwalmdächer, drei Gebäude mit Fachwerkobergeschoss, Scheune in Ziegelbauweise, baugeschichtlich von Bedeutung | 09203779 |
| Weitere Bilder                          | Eisenbahnbrücke über die Bornaer Straße, mit Stützmauern | Bornaer Straße (Karte) | 1872 | Tunnelartige Bogenbrücke mit Verkleidung in Porphyr der Eisenbahnstrecke Neukieritzsch – Chemnitz, technikgeschichtlich und verkehrsgeschichtlich von Bedeutung | 09203903 |
| Weitere Bilder                          | Wohnanlage Brunnenhof (Sachgesamtheit) | Bornaer Straße 25, 27, 27a, 27b, 27c, 27d, 27e, 27f, 31 (Karte)                                                                        | 1929–1931 laut Bauakte                                                                                             | Sachgesamtheit Wohnanlage Brunnenhof, bestehend aus drei Wohnhäusern (Nr. 25, Nr. 27–27f, Nr. 31, alle Sachgesamtheitsteile) mit zugehörigem Wohngrün, davon ein Haus (Nr. 25) mit Laden; hofartige Anlage mit zwei traufständigen Wohnhäusern an der Straße, Gartenhof (ursprünglich mit Brunnen, heute stark geschädigt), rückwärtig geschlossen durch Wohnhauszeile über die gesamte Länge (ausgebildet als Laubenganghaus), einfache Formensprache im Stil der Neuen Sachlichkeit, geprägt durch akzentuierende Ziegelsteindetails, städtebaulich und baugeschichtlich von Bedeutung | 09203915 |
| Weitere Bilder                          | Vier Doppelwohnhäuser (Nr. 68/70, 72/74, 76/78 und 80/80a) der Kriegersiedlung (Einzeldenkmale der Sachgesamtheit 09204396)                                       | Bornaer Straße 68, 70, 72, 74, 76, 78, 80, 80a (Karte)                                                                                 | 1927–1928 | Einzeldenkmale der Sachgesamtheit Kriegersiedlung An der Schmiede; qualitätvolle Klinkerbauten des Architekten Curt Kunzmann, erste Chemnitzer Kriegersiedlung für heimkehrende Soldaten des Ersten Weltkrieges, von baugeschichtlicher und sozialgeschichtlicher Bedeutung | 09301568 |
|                                         | Wohnhaus | Bornaer Straße 109 (Karte) | Um 1800 | Ländlicher Wohnbau mit sichtbarer Fachwerkkonstruktion im Obergeschoss und markantem Steildach, baugeschichtlich von Bedeutung | 09203907 |
| Weitere Bilder                          | Mühle mit drei Gebäuden sowie zwei Toren zwischen den Gebäuden | Bornaer Straße 176 (Karte) | Um 1800 | Dreiseitig geschlossene Hofanlage von bemerkenswerter Einheitlichkeit, zwei Gebäude ganz in Porphyrmauerwerk, eines mit unter Putzverkleidung erhaltener Fachwerkkonstruktion im Obergeschoss, teilweise Kreuzgewölbe, ortsgeschichtlich und baugeschichtlich von Bedeutung | 09203854 |
|                                         | Wohnhaus | Bornaer Straße 183 (Karte) | Um 1800 | Unverändert erhaltener Wohnbau mit Fachwerkkonstruktion im Obergeschoss und mit markantem Steildach, baugeschichtlich von Bedeutung | 09203831 |
|                                         | Wohnhaus, ehemals Gaststätte | Bornaer Straße 185 (Karte) | Bezeichnet mit 1863                                                                                                | Stattlicher Mauerwerksbau, Porphyrgewände, ortshistorische Bedeutung als früherer Gasthof | 09203861 |
|                                         | Wohnhaus | Bornaer Straße 187 (Karte) | 1840 (Dendro) | Ländliches Wohnhaus mit intaktem Fachwerkobergeschoss, baugeschichtlich von Bedeutung | 09203910 |
|                                         | Wohnhaus (mit zwei Hausnummern) in offener Bebauung, mit Garten                                                                                                   | Burgstädter Straße 7, 7a (Karte) | Um 1930 | Holzhaus, traditionalistischer Wohnbau in Fertigteilbauweise, baugeschichtlich von Bedeutung | 09204558 |
|                                         | Wohnhaus in offener Bebauung, mit Garten | Burgstädter Straße 9 (Karte) | Um 1930 | Qualitätvolle traditionalistische Holzarchitektur, unverändert erhalten, von baugeschichtlicher Bedeutung | 09204543 |
|                                         | Wohnhaus in offener Bebauung, mit Garten | Burgstädter Straße 9a (Karte) | Um 1930 | Holzhaus, traditionalistischer Wohnbau in Holzbauweise, markante Details wie Schiebefensterläden, unverändert erhalten, baugeschichtlich von Bedeutung | 09204489 |
| Weitere Bilder                          | Fabrikkomplex mit Gießerei, drei Produktionshallen sowie einem Sozialgebäude (ehemals Maschinenfabrik und Gießerei C. G. Haubold, Zweigwerk Borna und VEB Ermafa) | Burgstädter Straße 13, 23, 25 (Karte)                                                                                                  | 1913/1914 (Gießereihalle); 1942/43 (Sozialgebäude und zwei Produktionshallen); Anfang 1950er Jahre (Kalanderhalle) | Industriegeschichtlich bedeutsame Werksanlage von großer Geschlossenheit, nahezu unverändert erhaltene doppelschiffige Gießereihalle mit Kaltwindkupolofen und Hallenuhr der Fa. AEG sowie Erweiterungsbauten aus verschiedenen Entwicklungsphasen des Betriebes, darunter drei im Zweiten Weltkrieg entstandene Gebäude, besonders qualitätvolle architektonische Gestaltung bei außergewöhnlich gutem Erhaltungszustand, Fassaden aller Gebäude sind einheitlich zur Burgstädter Straße hin ausgerichtet, ortsgeschichtlich und baugeschichtlich von Bedeutung | 09204440 |
| Weitere Bilder                          | Wohnhaus in offener Bebauung, mit Garten, Einfriedung und Garage                                                                                                  | Friedrich-Schlöffel-Straße 20 (Karte)                                                                                                  | Um 1938 | Qualitätvolle Gesamtanlage eines Einfamilienhaus-Grundstücks der 1930er Jahre, das Wohngebäude mit Putzfassade und originaler Ausstattung, baugeschichtlich von Bedeutung | 09203650 |
| Weitere Bilder                          | Villa mit Garten, Garage und Einfriedung | Friedrich-Schlöffel-Straße 25 (Karte)                                                                                                  | 1920er Jahre | Repräsentatives Einfamilienhaus mit anspruchsvoll gegliederter und dekorierter Fassade, traditionalistischer Bau mit starken neusachlichen Einflüssen, baugeschichtlich von Bedeutung | 09204439 |
|                                         | Wohnhaus in offener Bebauung, mit Einfriedung | Friedrich-Schlöffel-Straße 33 (Karte)                                                                                                  | 1934 | Äußerlich schlichtes Einfamilienhaus mit gut erhaltener Innenausstattung, sachliche Gestaltung, künstlerische und baugeschichtliche Bedeutung | 09247727 |
|                                         | Laborgebäude der Kläranlage Heinersdorf | Heinersdorfer Straße 42 (Karte) | 1914–1915 | Wichtiges Zeugnis der historischen Kläranlage, gute architektonische Qualität, ortsgeschichtlich von Bedeutung | 09204567 |
| Weitere Bilder                          | Wohnhaus und Schuppen im Hof | Heusteig 2 (Karte) | 1. Hälfte 19. Jahrhundert                                                                                          | Einfaches ländliches Wohnhaus mit unter Verkleidung erhaltener Fachwerkkonstruktion im Obergeschoss, baugeschichtlich von Bedeutung | 09204584 |
|                                         | Wohnstallhaus eines Bauernhofes | Heusteig 5 (Karte) | 1. Drittel 19. Jahrhundert                                                                                         | Weitgehend original erhaltenes Bauernhaus, Fachwerkkonstruktion im Obergeschoss erhalten, baugeschichtlich von Bedeutung | 09204603 |
| Direkt Bild zu diesem Denkmal hochladen | Wohnstallhaus eines ehemaligen Zweiseithofes | Heusteig 10 (Karte) | 1890–1895 | Weitgehend unverändert erhaltenes Beispiel eines späten Wohnstallhauses, baugeschichtliche Bedeutung | 09306302 |
| Weitere Bilder                          | Siedlung „Am Waldrand“ der Eisenbahner-Baugenossenschaft (Sachgesamtheit)                                                                                         | Hölderlinstraße 1–15, 17, 19 (Waldrand 85a, 87a) (Karte)                                                                               | Bezeichnet mit 1926                                                                                                | Sachgesamtheit Eisenbahnersiedlung, bestehend aus 6 Mehrfamilienwohnhäusern (Hölderlinstraße Nr. 1/3, 2/4/6, 5–19 ungerade, 8/10 und 12/14, sowie Waldrand Nr. 85a und 87a) einer Wohnanlage, mit dreiseitiger Platzumbauung (Nr. 5–19 ungerade) sowie zugehöriges Wohn- und Siedlungsgrün (alles Sachgesamtheitsteile); weitgehend original erhaltene, unmittelbar nach Beendigung des Ersten Weltkrieges errichtete Siedlung von sozialgeschichtlicher, baugeschichtlicher und städtebaulicher Bedeutung | 09203335 |
|                                         | Dreiseithof mit Wohnstallhaus, Seitengebäude und Scheune sowie Einfassungsmauer                                                                                   | Kornweg 2 (Karte) | 18. Jahrhundert (Wohnstallhaus und Seitengebäude); 3. Drittel 19. Jahrhundert (Scheune)                            | In ihrer Geschlossenheit beeindruckende, kaum veränderte Hofanlage, Wohnhaus mit hoch aufragendem Schopfwalmdach, alle Gebäude mit Fachwerkobergeschoss, baugeschichtlich von Bedeutung | 09204568 |
|                                         | Wohnhaus, Seitengebäude und Taubenhaus eines Bauernhofes | Leipziger Straße 213 (Karte) | Um 1900 | Bauernhof mit kleinem Wohnhaus, Seitengebäude und repräsentativ gestaltetem Taubenhaus, anspruchsvoll-dekorative Gestaltung mit Fachwerkgiebeln, baugeschichtlich von Bedeutung | 09204462 |
| Weitere Bilder                          | Sieben Gaslaternen der Firma Ritter (Einzeldenkmale der Sachgesamtheit 09304092)                                                                                  | Louis-Otto-Straße 1, 7, 11, 17, 33, 41, 59 (Karte)                                                                                     | In den 1920ern (Gussmast); 1988/89 (Nachguss Laterne Firma Ritter)                                                 | Einzeldenkmale innerhalb der Sachgesamtheit Gasbeleuchtung Chemnitz; letzte Exemplare in Chemnitz mit konischer Mastform, aufgrund ihrer Seltenheit von hoher technikgeschichtlicher Bedeutung. Im Jahr 2016 wurden die sieben Gaslaternen abmontiert und bei einem Chemnitzer Energieunternehmen eingelagert. Geplant ist, die Laternen in anderen Stadtteilen wieder aufzustellen. Die sieben Gaslaternen gehören zur Straßenbeleuchtung der Siedlung „Am Rosenhag“. Im Gegensatz zu weiteren hier erhaltenen Gaslaternen wurde bei diesen nicht der verbreitete „Chemnitzer Gussmast“ montiert, sondern eine modernere Mastform aus glattem Schaft mit einem runden Kapitell und einem konischen, durch Ringe optisch gegliederten Sockelbereich. Die Laternenmasten stammen vermutlich aus den 1920er Jahren und sind – abgesehen von zwei weiteren in der Gemarkung Kaßberg – singulär für Chemnitz. Aufgrund ihrer technikgeschichtlichen Bedeutung (Denkmalfähigkeit) sowie ihrer Singularität und der schlichten, aber qualitätvollen Gestaltung ist der Erhalt dieser sieben Gaslaternen (Denkmalwürdigkeit) von großem öffentlichem Interesse. Dabei wird besonders großer Wert auf den Erhalt der Gaslaternen mit Gaslicht sowie auf die zusammenhängende Aufstellung des geschlossenen Bestandes gelegt. | 09304224 |
|                                         | Villa mit Garten | Max-Planck-Straße 38 (Karte) | Um 1930 | Qualitätvolle Villa mit zurückhaltender, aber anspruchsvoller Fassadengestaltung in traditioneller Formensprache, guter Erhaltungszustand, baugeschichtlich von Bedeutung | 09204461 |
|                                         | Villa mit Garten | Max-Planck-Straße 44 (Karte) | 1930er Jahre | Qualitätvoller traditionalistischer Villenbau, baugeschichtlich von Bedeutung | 09204488 |
| Weitere Bilder                          | Villa mit Garten und Einfriedung | Max-Planck-Straße 48 (Karte) | 1930er Jahre | Qualitätvolle Villa von gestalterischer Gediegenheit, traditionalistische Formen mit neobarocken und neusachlichen Details, parkartiger Garten mit Auffahrt, baugeschichtlich von Bedeutung | 09204460 |
| Weitere Bilder                          | Kriegersiedlung An der Schmiede (Sachgesamtheit) | Sandstraße 32–56 (gerade), 57, 57a, 57b, 57c, 57d, 58, 59, 61, 63, 65, 67, 69 (Bornaer Straße 68, 70, 72, 74, 76, 78, 80, 80a) (Karte) | 1917–1929 | Sachgesamtheit Kriegersiedlung An der Schmiede, mit folgenden Einzeldenkmalen: - vier Doppelwohnhäuser (Bornaer Str. 68/70, 72/74, 76/78, 80/80a, siehe 09301568) und folgenden Sachgesamtheitsteilen: - einem Doppelwohnhaus (Sandstraße 67/69) - einem Reihenhaus mit fünf Eingängen (Sandstraße 57, 57a, 57b, 57c, 57d) - einem Wohnhaus (mit Durchgang und vier Eingängen, Sandstraße 59, 61, 63, 65) - weiterhin vier Wohnhäuser um einen begrünten Wohnhof (Sandstraße 32, 34, 36, Sandstraße 38, 40, 42, 44, 46, Sandstraße 48, 50, 52 und Sandstraße 54, 56, 58) - sowie die Grünflächen und Vorgärten Siedlung nach Entwurf des Architekten Curt Kunzmann, von baugeschichtlicher und sozialgeschichtlicher Bedeutung, erste Chemnitzer Kriegersiedlung für heimkehrende Soldaten des Ersten Weltkrieges, von baugeschichtlicher und sozialgeschichtlicher Bedeutung. | 09204396 |
| Weitere Bilder                          | Fabrik mit Produktionsgebäude, Heizhaus und Schornstein (ehemalige Knopffabrik Petzold & Mäser)                                                                   | Sandstraße 74a, 74b, 74c, 74d, 74e (Karte)                                                                                             | Um 1905 | Eindrucksvoller, sehr einheitlich gestalteter Industriekomplex mit straffer Lisenengliederung und markantem Treppenturm, ortshistorisch und baugeschichtlich von Bedeutung | 09203869 |
| Weitere Bilder                          | Wohnhaus eines Bauernhofes | Sandstraße 81 (Karte) | 1. Viertel 19. Jahrhundert                                                                                         | Ländlicher Wohnbau mit unter Verkleidung erhaltener Fachwerkkonstruktion im Obergeschoss und markantem Steildach, baugeschichtlich von Bedeutung | 09203870 |
| Weitere Bilder                          | Schule (Neubau im Schulhof), Turnhalle und zwei Schulbaracken | Sandstraße 102 (Karte) | 1893 und 1899 laut Bauakte (Neubau); 1927–1928 (zwei Schulbaracken); bezeichnet mit 1910 (Turnhalle)               | Zeittypischer Schulbau des ausgehenden 19. Jahrhunderts, unverändert erhaltener Turnhalle und zwei bemerkenswerte, in Holzfertigbauweise von der Firma Christoph & Unmack ausgeführte Schulbaracken, ortsentwicklungsgeschichtlich und baugeschichtlich von Bedeutung Der alte Schulbau von 1874 an der Straße ist kein Denkmal. | 09203867 |
| Weitere Bilder                          | Kleine Grünanlage mit Gedenkstein für die Opfer des Faschismus | Sandstraße 116 (Karte) | 1960er Jahre | Ehrenmal im ehemaligen Fabrikgarten für die im März 1945 ermordeten antifaschistischen Widerstandskämpfer Fritz Matschke, Paul Thümer und Knut Wieland, ortsgeschichtlich von Bedeutung. Ehemalige Stahlgießerei G. Krautheim an diesem Standort siehe "Streichungen von der Denkmalliste". | 09204619 |
| Weitere Bilder                          | Wohnhaus mit Schuppen | Sandstraße 121 (Karte) | Bezeichnet mit 1834                                                                                                | Ländlicher Wohnbau mit Fachwerkkonstruktion im Obergeschoss und markantem Schopfwalmdach, baugeschichtlich von Bedeutung | 09203845 |
| Weitere Bilder                          | Gaslaterne der Firma Vulkan (Einzeldenkmal der Sachgesamtheit 09304092)                                                                                           | Sandweg 74 (gegenüber) (Karte) | 1854 bis Ende 19. Jahrhundert (Laternenmast); in den 1920ern (Laterne Firma Vulkan)                                | Einzeldenkmal innerhalb der Sachgesamtheit Gasbeleuchtung Chemnitz; besonders alter Mast typischer Chemnitzer Bauart, aufgrund seiner Singularität von hoher technikgeschichtlicher Bedeutung. Im Jahr 2016 wurden die Gaslaternen abmontiert und im Chemnitzer Industriemuseum eingelagert. Die Gaslaterne gehört zur Straßenbeleuchtung der Siedlung „Am Rosenhag“, die aus Gaslaternen der Firma Vulkan mit verschiedenen Mastformen besteht. Bei dieser Gaslaterne liegt der in Chemnitz am häufigsten eingesetzte historisierende Mast mit kanneliertem Schaft und längerem floralen Zierbereich vor (vgl. hierzu auch die Beschreibung der Mastform in Sachgesamtheitsdokument 09304092). Allerdings ist der Schaft mit einer 16-stegigen Kannelierung deutlich feiner gestaltet als der typische, gröber gestaltete Mast mit nur 12 Kanneluren. Der gusseiserne Laternenmast wurde im Gegensatz zu vielen anderen Laternen noch nicht sandgestrahlt und mit einer neuen Farbfassung überzogen, so dass sie inzwischen stark korrodiert und die im Mast integrierte Gasleitung stellenweise sichtbar ist. Da im Stadtgebiet nach derzeitigem Wissensstand lediglich ein weiterer gleichartiger Laternenmast erhalten ist (vgl. 09304101), liegt die Vermutung nahe, dass es sich bei diesen beiden Masten um sehr alte Exemplare der für Chemnitz typischen Mastform handelt. Zudem ist die Gaslaterne in Verbindung mit den anderen Gaslaternen der Siedlung „Am Rosenhag“ (allesamt Teile der Sachgesamtheit Gasbeleuchtung Chemnitz) ein Beispiel für die unter Umständen auch sehr abwechslungsreich eingesetzten Mastformen verschiedenen Alters. Während in Chemnitz Straßenzüge bzw. ganze Gebiete überwiegend mit gleichen Laternen- und Mastformen ausgestattet wurden, sind in dieser Siedlung der besagte 16-stegige Mast als vermutlich ältestes Element des lokalen Gasbeleuchtungssystems, die 12-stegige gröbere Mastvariante sowie eine ebenfalls seltene moderne Mastform mit glattem Schaft zum Einsatz gekommen. Hieran wird vor allem die Austauschbarkeit der einzelnen Elemente des Gasbeleuchtungssystems sichtbar. Die Gaslaterne ist damit von großer technikgeschichtlicher Bedeutung (Denkmalfähigkeit) und ihr Erhalt aufgrund ihrer Singularität sowie ihrer hohen gestalterischen Qualität und unverfälschten Überlieferung – der Gusseisenmast wurde noch nicht aufgearbeitet – von großem öffentlichem Interesse (Denkmalwürdigkeit). Vordringlich ist hier allerdings ein möglichst substanzschonender Erhalt der Gaslaterne, nicht jedoch der Verbleib an ihrem Aufstellungsort im Gasbeleuchtungsnetz. | 09304107 |
| Weitere Bilder                          | Eissporthalle mit angrenzendem Sporthaus und 25 Fahnenmasten | Wittgensdorfer Straße 2a (Karte) | 1956–1959 (Eisbahn und Sporthaus); 1964 (Hallendach); 1960er/1970er Jahre (Fahnenmast)                             | Bautechnologisch herausragende sportliche Trainingsstätte, die als Zweckbau hohe gestalterische und ästhetische Ansprüche erfüllt, Trainings- und Wettkampfstätte weltweit bekannter Eiskunstläuferinnen und Eiskunstläufer mit hohem Erinnerungswert für die Stadt Chemnitz, baugeschichtlich, technikgeschichtlich und ortsgeschichtlich von Bedeutung | 09307027 |
| Weitere Bilder                          | Eisenbahnviadukt über die Wittgensdorfer Straße | Wittgensdorfer Straße 67 (bei) (Karte)                                                                                                 | 1902 | Langgestreckte Bogenbrücke mit neun Öffnungen in Betonbauweise mit vorgeblendeten Natursteinen, ein Bogen flacher und von größerer Weite, Brücke ist Kunstbauwerk der Bahnstrecke Küchwald–Obergrüna (6635; sä. CO), technikgeschichtlich und verkehrsgeschichtlich von Bedeutung | 09204392 |
| Weitere Bilder                          | Gnadenkirche Chemnitz-Borna mit Ausstattung und separatem Glockenturm                                                                                             | Wittgensdorfer Straße 82 (Karte) | 1950/1951 (Kirche); 1954 (Turm); 1955 (Glocken); 1957 (Orgel)                                                      | Schlichtes Kirchengebäude der Nachkriegszeit mit freistehendem, über seitliche Anbauten mit der Kirche verbundenem Glockenturm, eine der sogenannten Notkirchen (Typ B) nach Entwurf von Otto Bartning, erste Kirche im Ortsteil Borna überhaupt, ortshistorisch und baugeschichtlich von Bedeutung | 09204290 |
| Direkt Bild zu diesem Denkmal hochladen | Schule mit Verbindungsgang und Turnhalle | Wittgensdorfer Straße 121 (Karte) | 1976–1978 | Schule in 2 Mp-Stahlbeton-Montagebauweise mit tragenden Querwänden aus genormten Bauteilen, vollunterkellert, viergeschossig, Flachdach, zweizügiger Vertreter des Schultyps Karl-Marx-Stadt, Turnhalle Typenprojekt (SH 15 ? 30) durch den Verbindungsgang mit der Schule verbunden, authentisches Zeugnis zur Geschichte und Entwicklung der Schulverhältnisse in den 70er und 80er Jahren des 20. Jahrhunderts, bau-, orts- und zeitgeschichtliche Bedeutung. Bei der Schule handelt es sich um den zweizügigen Vertreter des Schultyps Karl-Marx-Stadt. Dieser wurde 1971 im Projektierungsbetrieb Aue des Wohnungsbaukombinates Karl-Marx-Stadt (WBK „Wilhelm Pieck“ Karl-Marx-Stadt BT Projektierung PB IV Aue) durch den Architekten Heinz Voigtmann (1922‒1974) entwickelt. Das Schulgebäude wurde 1976–1978 in 2 Mp-Stahlbeton-Montagebauweise mit tragenden Querwänden aus genormten Bauteilen errichtet. Es handelt sich um einen vollunterkellerten, viergeschossigen, quaderförmigen Baukörper mit Flachdach. Diesem wurde an der nördlichen Langseite mittig der Eingangsbereich mit breiter Treppe und weit vorkragendem Vordach angefügt. Hauptaugenmerk liegt auf der Betonung der Horizontalen durch großflächige Fensterbänder und mit ockerfarbenen Spaltkeramikplatten verkleideten Streifen der Brüstungszone. Südöstlich des Schulgebäudes befindet sich die Turnhalle. Sie ist durch einen Verbindungsgang am östlichen Treppenhausausgang erreichbar. Die Turnhalle ist ebenfalls ein Typenprojekt (SH 15 ᵡ 30), welches mit Fertigteilelementen ausgeführt wurde. Die Schule mit Turnhalle ist bau-, orts- und zeitgeschichtlich bedeutsam. | 09307267 |
| Weitere Bilder                          | Volksschule Borna (Sachgesamtheit), ehemalige Hindenburgschule | Wittgensdorfer Straße 121a (Karte) | 1929/1930, Fertigstellung 1935                                                                                     | Sachgesamtheit Volksschule Borna (gegenwärtig Körperbehindertenschule), mit dem Einzeldenkmal: ursprüngliche Schulanlage (09300766) und einer Freiflächengestaltung mit Hainbuchenhecken, Freitreppe und Solitärgehölzen (Sachgesamtheitsteile); im Pavillonsystem errichtete Schule des Architekten und Stadtbaurats Fred Otto, von baukünstlerischer und ortsgeschichtlicher Bedeutung | 09300763 |
| Weitere Bilder                          | Schulanlage im Pavillonsystem mit Turm und Turnhalle, der ehemaligen Aula (Einzeldenkmale der Sachgesamtheit 09300763)                                            | Wittgensdorfer Straße 121a (Karte) | 1929–1930 | Einzeldenkmale der Sachgesamtheit Volksschule Borna; eine der modernsten Schulen der Vorkriegszeit in Chemnitz, nach Entwürfen des Architekten und Stadtbaurats Fred Otto gebaut, von sozialgeschichtlicher, baugeschichtlicher und baukünstlerischer Bedeutung | 09300766 |

## Ehemalige Denkmäler
| Bild                                    | Bezeichnung | Lage                               | Datierung            | Beschreibung | ID       |
| --------------------------------------- | --- | ---------------------------------- | -------------------- | --- | -------- |
| Weitere Bilder                          | Siedlung mit Grünanlage, Vorgarten, Heckengang und Pergola "Kriegsheimkehrersiedlung Borna"                           | An der Schmiede 1–15, 2–16 (Karte) | 1917–1929            | Erhalten, Streichung aus der Denkmalliste 2010 |          |
| Direkt Bild zu diesem Denkmal hochladen | Doppelmietshaus mit umgebenden Mietergärten                                                                           | Bornaer Straße 136, 138 (Karte)    | 1923 laut Bauakte    | Qualitätvoller Mietsbau mit repräsentativer Portalgestaltung, Buntglasfenster, zusammengehörig mit rückwärtig benachbarter Gießerei G. Krautheim (Sandstraße 116) | 09203766 |
| Direkt Bild zu diesem Denkmal hochladen | Wohnhaus | Bornaer Straße 137 (Karte)         | Um 1800              | Ländlicher Wohnbau mit sichtbarer Fachwerkkonstruktion im Obergeschoss und markantem Steildach. Abgerissen zwischen 2010 und 2014. | 09203739 |
|                                         | Wohnanlage und Wohnhaus                                                                                               | Erkerweg 48, 50 (Karte)            |                      | Erhalten, Streichung aus der Denkmalliste vor 2010 |          |
| Direkt Bild zu diesem Denkmal hochladen | Garage und Nebengebäude                                                                                               | Max-Planck-Straße 48c (Karte)      |                      | Abgerissen vor 2001, Streichung aus der Denkmalliste 2010 |          |
| Direkt Bild zu diesem Denkmal hochladen | Wohnhaus | Sandstraße 73 (Karte)              |                      | Abgerissen zwischen 2001 und 2006, Streichung aus der Denkmalliste vor 2010 |          |
| Weitere Bilder                          | Verwaltungsgebäude, Putzerei mit Schornstein und Gießerei 1 mit Schornstein der ehemaligen Stahlgießerei G. Krautheim | Sandstraße 116 (Karte)             | 1917 (Werksgründung) | Größte und in ihrer Geschlossenheit beeindruckende historische Gießerei in Chemnitz, einheitliche Gestaltung in klassizierenden Formen, guter Erhaltungszustand, originale Hallenkonstruktion weitestgehend unverändert, industriegeschichtlich bedeutsam. Für das Verwaltungsgebäude wurde von der Unteren Denkmalschutzbehörde 2014 eine Abbruchgenehmigung erteilt. Für die ehemalige Putzereihalle auf dem Flurstück 201/28 wurde die Abbruchgenehmigung mit Datum vom 17. Juli 2008 und für die ehemalige Gießereihalle auf dem Flurstück 201/44 der Gemarkung Borna mit Datum vom 12. Oktober 2012 erteilt. Der Abbruch der Gießereihalle erfolgte im November 2013, die Putzereihalle wurde Mitte 2015 abgerissen. | 09204619 |
|                                         | Mietshaus und Vorgarten                                                                                               | Wittgensdorfer Straße 25 (Karte)   |                      | Erhalten, Streichung aus der Denkmalliste 2010 |          |
|                                         | Mietshaus, Vorgarten und Einfriedung                                                                                  | Wittgensdorfer Straße 26 (Karte)   |                      | Erhalten, Streichung aus der Denkmalliste vor 2010 |          |
| Weitere Bilder                          | Wohnhaus | Wittgensdorfer Straße 85 (Karte)   |                      | Erhalten, Streichung aus der Denkmalliste 2010 |          |

## Tabellenlegende
- Bild: Bild des Kulturdenkmals, ggf. zusätzlich mit einem Link zu weiteren Fotos des Kulturdenkmals im Medienarchiv Wikimedia Commons. Wenn man auf das Kamerasymbol klickt, können Fotos zu Kulturdenkmalen aus dieser Liste hochgeladen werden:
- Bezeichnung: Denkmalgeschützte Objekte und ggf. Bauwerksname des Kulturdenkmals
- Lage: Straßenname und Hausnummer oder Flurstücknummer des Kulturdenkmals. Die Grundsortierung der Liste erfolgt nach dieser Adresse. Der Link (Karte) führt zu verschiedenen Kartendiensten mit der Position des Kulturdenkmals. Fehlt dieser Link, wurden die Koordinaten noch nicht eingetragen. Sind diese bekannt, können sie über ein Tool mit einer Kartenansicht einfach nachgetragen werden. In dieser Kartenansicht sind Kulturdenkmale ohne Koordinaten mit einem roten bzw. orangen Marker dargestellt und können durch Verschieben auf die richtige Position in der Karte mit Koordinaten versehen werden. Kulturdenkmale ohne Bild sind an einem blauen bzw. roten Marker erkennbar.
- Datierung: Baubeginn, Fertigstellung, Datum der Erstnennung oder grobe zeitliche Einordnung entsprechend des Eintrags in der sächsischen Denkmaldatenbank
- Beschreibung: Kurzcharakteristik des Kulturdenkmals entsprechend des Eintrags in der sächsischen Denkmaldatenbank, ggf. ergänzt durch die dort nur selten veröffentlichten Erfassungstexte oder zusätzliche Informationen
- ID: Vom Landesamt für Denkmalpflege Sachsen vergebene, das Kulturdenkmal eindeutig identifizierende Objekt-Nummer. Der Link führt zum PDF-Denkmaldokument des Landesamtes für Denkmalpflege Sachsen. Bei ehemaligen Kulturdenkmalen können die Objektnummern unbekannt sein und deshalb fehlen bzw. die Links von aus der Datenbank entfernten Objektnummern ins Leere führen. Ein ggf. vorhandenes Icon  führt zu den Angaben des Kulturdenkmals bei Wikidata.